# Ordinul compozit

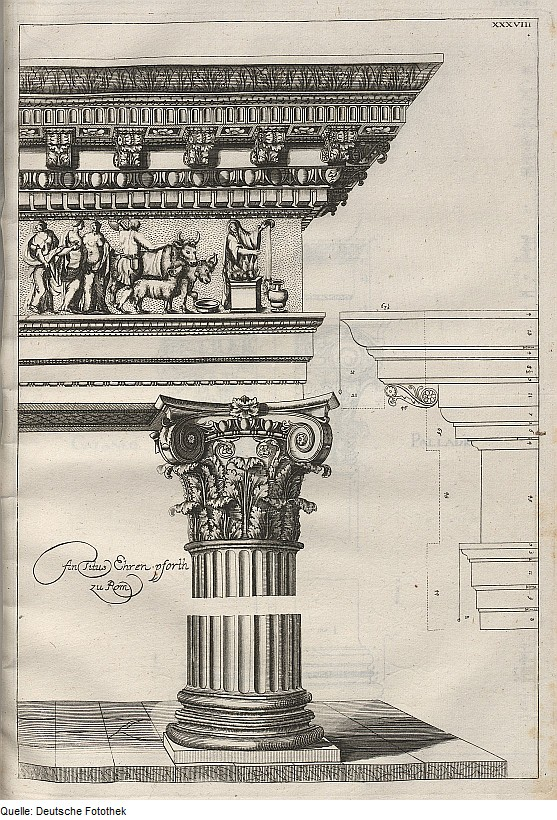
Ilustrație a ordinului compozit, făcută în 1695 și păstrată în Deutsche Fotothek

Ordinul compozit este un ordin mixt, care combină volutele capitelului ordinului ionic cu frunzele de acantă ale ordinului corintic. La multe versiuni, volutele ordinului compozit sunt totuși mai mari și există, în general, unele ornamente puse central între volute. Coloana ordinului compozit are în mod normal o înălțime de 10 diametre, chiar dacă la fel ca în cazul tuturor ordinelor, aceste detalii pot să fie ajustate de către arhitect pentru anumite clădiri. Ordinul compozit e tratat în esență ca cel corintic, cu excepția capitelului, fără diferențe consistente față de ce e sub capitel sau deasupra lui.
Ordinul compozit nu se găsește în arhitectura greacă antică și până la Renaștere nu a fost clasificată ca un ordin separat.  În schimb, a fost considerat o formă imperială romană a ordinului corintic. Chiar dacă Arcul lui Titus din Forumul Roman și construit în 82 d.Hr., e uneori citat ca primul exemplu proeminent de supraviețuire a unui ordin compozit, ordinul a fost probabil inventat „puțin înainte de domnia lui Augustus și cu siguranță bine dezvoltat înainte de  moarte, chiar momentul în care se stabilea versiunea romană a ordinului corintic.”
Odată cu ordinul toscan, o versiune simplificată a ordinului doric, găsită și în arhitectura romană, dar neinclusă de Vitruvius în cele trei ordine ale sale, compozitul a fost adăugat de scriitorii renascentisti pentru a face cinci ordine clasice. Sebastiano Serlio (1475–1554) și-a publicat cartea I Sette libri dell'architettura în 1537, fiind al doilea care a menționat ordinul compozit ca ordin propriu și nu doar ca o evoluție a ordinului corintic așa cum a sugerat anterior Leon Battista Alberti. Leon Battista Alberti în De re aedificatoria (română Despre Arta de a Construi) menționează ordinul comppozig, numindu-l „italic”.

## Forma capitelului

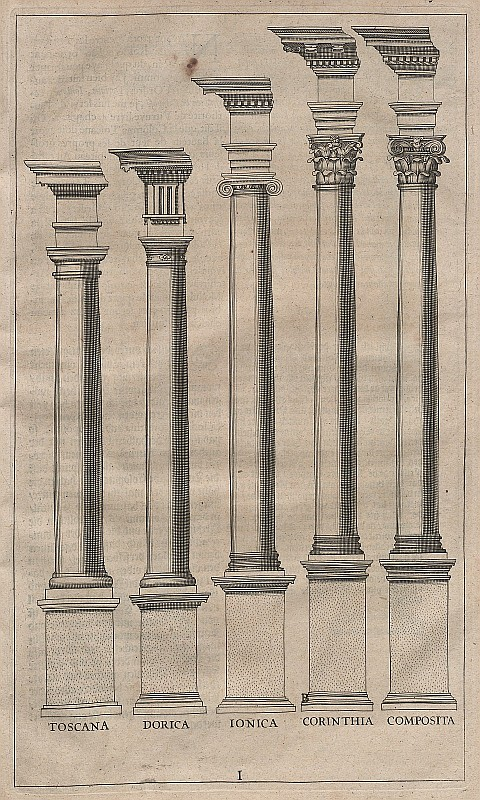
Cele Cinci Ordine ilustrate de Giacomo Barozzi da Vignola, 1641

Ordinul compozit se bazează parțial pe ordinul ionic, unde volutele (văzute frontal) sunt unite de un element esențial orizontal în partea de sus a capitelului, astfel încât să semene cu un sul parțial rulat la fiecare capăt. În ciuda origini ăsteia, foarte multe capitelui compozite tratează de fapt cele două volute ca elemente diferite, fiecare izvorât dintr-o parte a bazei lor cu frunze. În acest sens, și având un ornament separat între ele, ele seamănă cu ordinul eolic grec arhaic, chiar dacă aceasta pare să nu fi fost calea dezvoltării lor în Roma Imperială timpurie.
De asemenea, în cazul în care voluta ionică greacă e de obicei prezentată din lateral ca o singură unitate de lățime neschimbată între fața și spatele coloanei, volutele compozite sunt tratate în mod normal ca patru unități mai subțiri diferite, una la fiecare colț al capitelului, fiind proiectate la aproximativ 45° de fațadă. Acest lucru are avantajul de a elimina necesitatea de a avea un aspect diferit între cum arată din față și din lateral, iar ordinul ionic a dezvoltat în cele din urmă forme de îndoire care permiteau și acest lucru.
Tratamentul detaliilor a fost adesea foarte variabil, cu includerea figurilor, simbolurilor heraldice și a altor lucruri asemănătoare în capitală. Relația dintre volute și frunze a fost tratată în mai multe moduri diferite, iar capitelul poate să fie împărțit diferit în mai multe zone orizontale sau întregul capitel poate să fie trat ca o singură zonă. Ordinul compozit, datorită aspectului său delicat, a fost considerat de Renaștere ca fiind potrivit pentru construirea de biserici închinate Fecioarei Maria sau altor sfinte de sex feminin. În general, a fost folosit pentru a sugera bogăția și măreția.

## Exemple
Donato Bramante (1444-1514) a folosit ordinul compozit ca al doilea ordin al mănăstirii Santa Maria della Pace din Roma. Pentru primul ordine l-a folosit pe cel ionic. Francesco Borromini (1599–1667) a dezvoltat ordinul compozit în San Carlo alle Quattro Fontane din Roma (1638). Interiorul bisericii are 16 coloane compozite. Coloanele portante amplasate sub arcade au volute inversate. Această alegere a fost foarte criticată la acea vreme, crezându-se că lipsa cunoașterii ordinelor vitruviene l-a condus la decizia sa.
Volutele inversate pot fi văzute și la Oratorio dei Filippini a lui Borromini la ordinul inferior. Acolo controversa a fost și mai mare, având în vedere că Borromini a îndepărtat și frunzele de acantă, lăsând un capitel gol.
Romane
- Arcul lui Titus (Roma)
- Arcul lui Septimius Severus (Roma)
- Santa Costanza (Roma), în interior, mijlocul secolului al IV-lea

Moderne
- Ospedale degli Innocenti (Florența), 1421, Filippo Brunelleschi
- Palazzo Valmarana (Vicenza), 1565, Andrea Palladio
- Palazzo del Capitaniato (Vicenza), 1571-1572, Andrea Palladio
- Aripa Lescot a Palatului Luvru (Paris)
- Il Gesù (Roma)
- Casa Easton Neston (Anglia), circa 1700
- Palazzo Madama (Torino), circa 1720, Filippo Juvarra
- Bazilica Sfântul Ioan din Lateran
- Casa Somerset (Londra), 1776, William Chambers
- Arcul de Triumf Narva (Sankt Petersburg), 1814
- Muzeul Etnografic (Budapesta)
- Casa Guvernatorului Alabamei, 1907

## Galerie

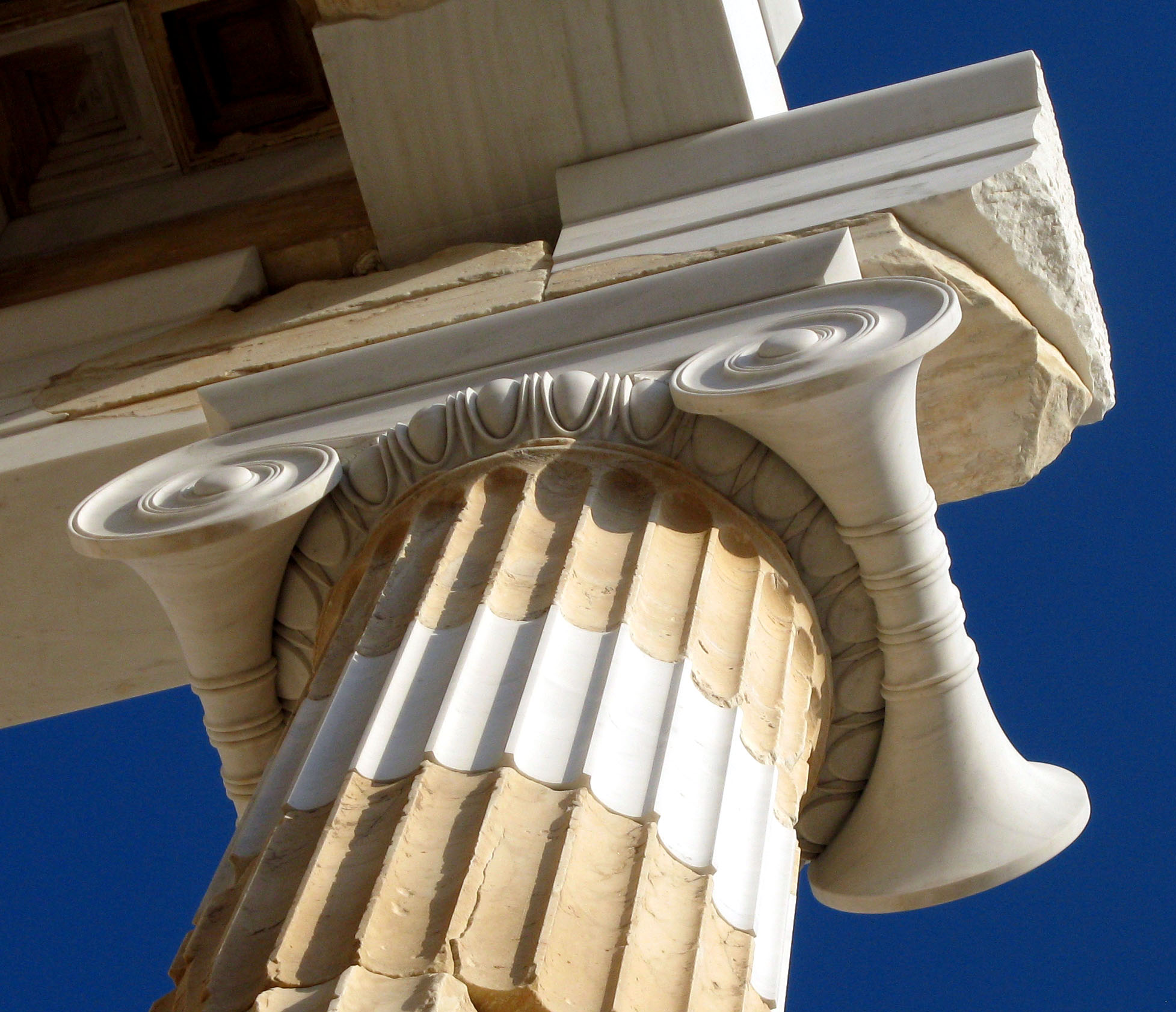
Spre deosebire de capitelul compozit, capitelul ionic de aici are un aspect diferit atunci când e văzut frontal sau lateral
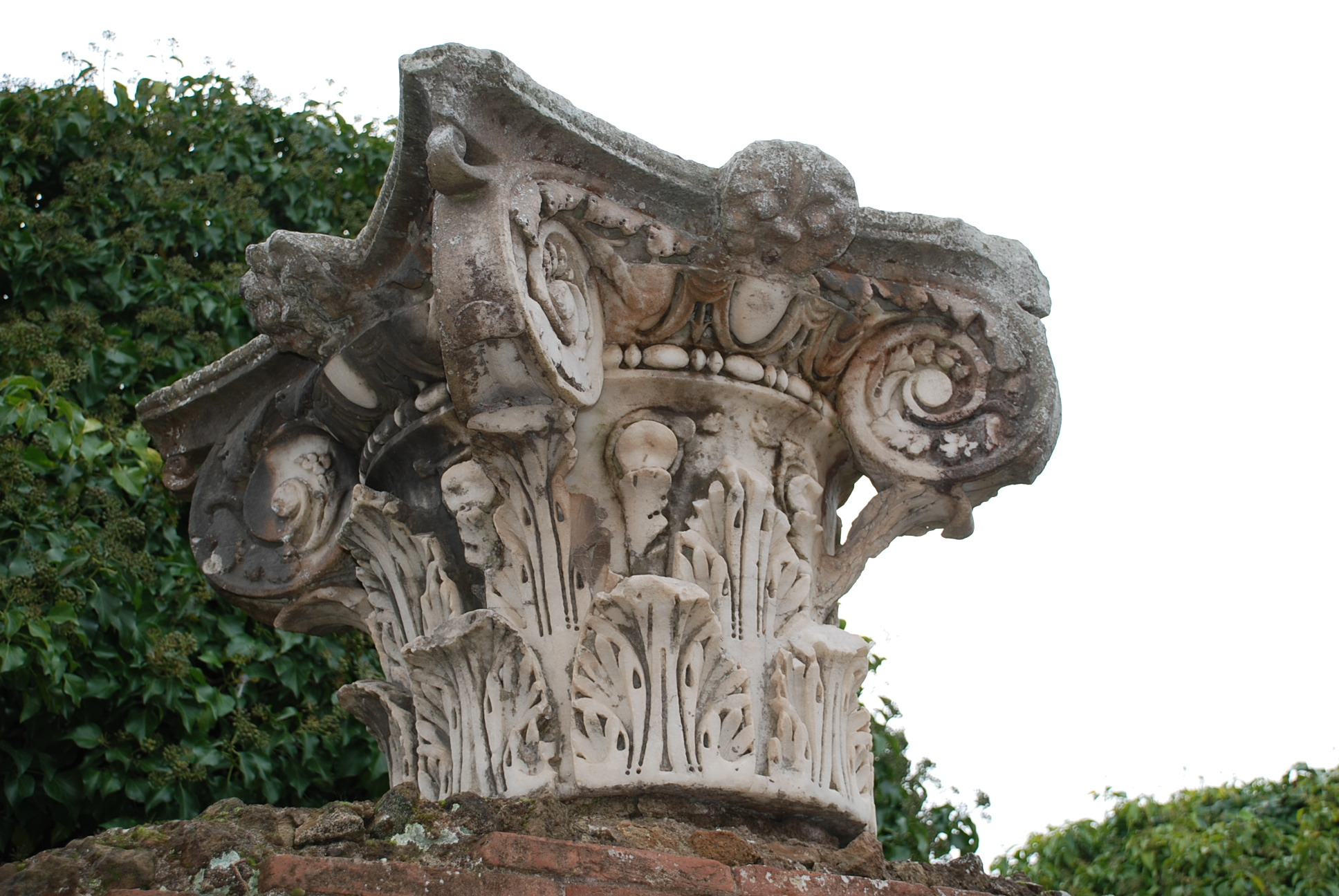
Capitel roman în Ostia Antica (un sit arheologic mare, aproape de orașul modern Ostia, în Italia)
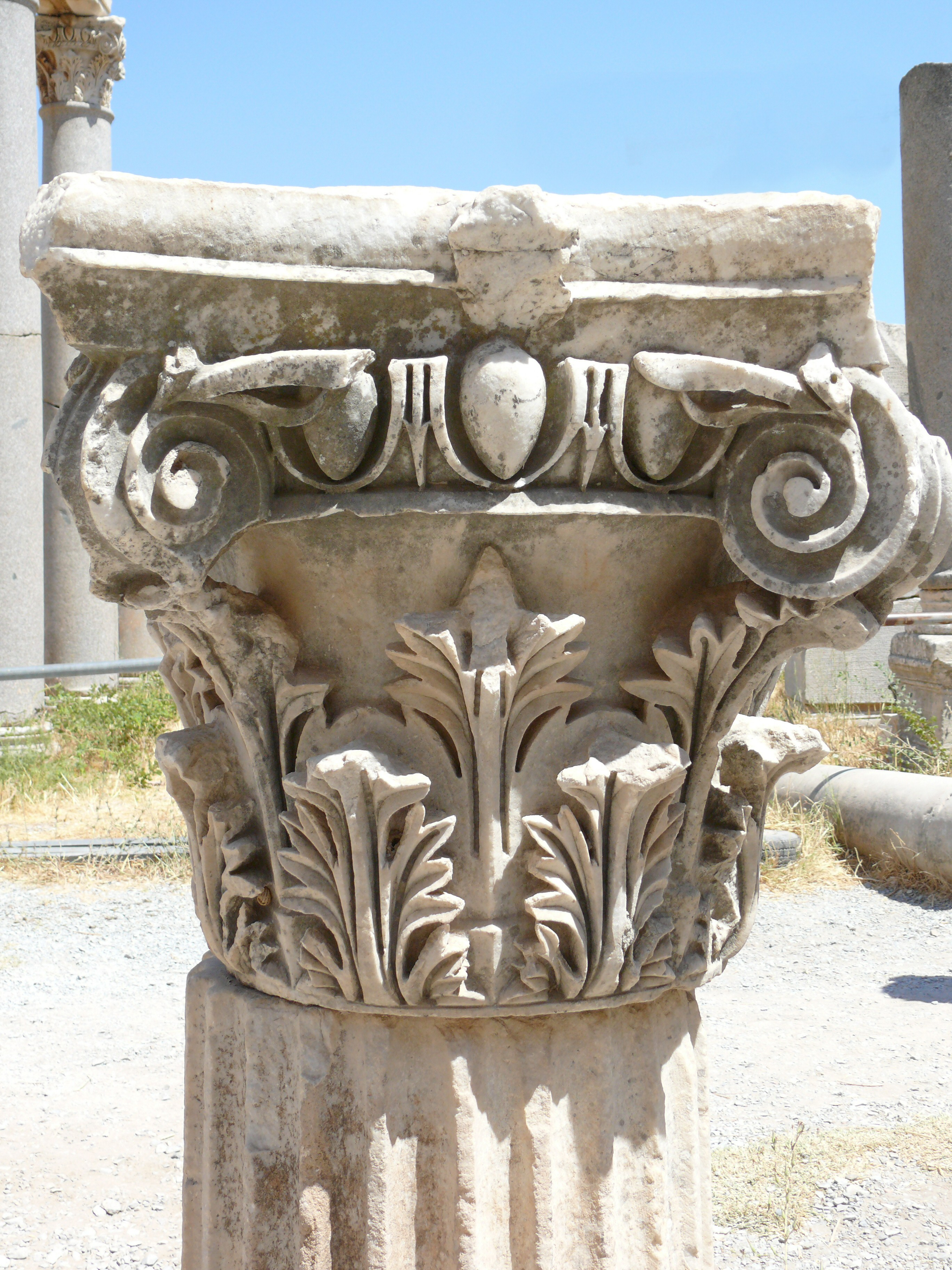
Rămășițe ale capitelului unei coloane romane compozite în Efes (în actuala Turcie de coastă)
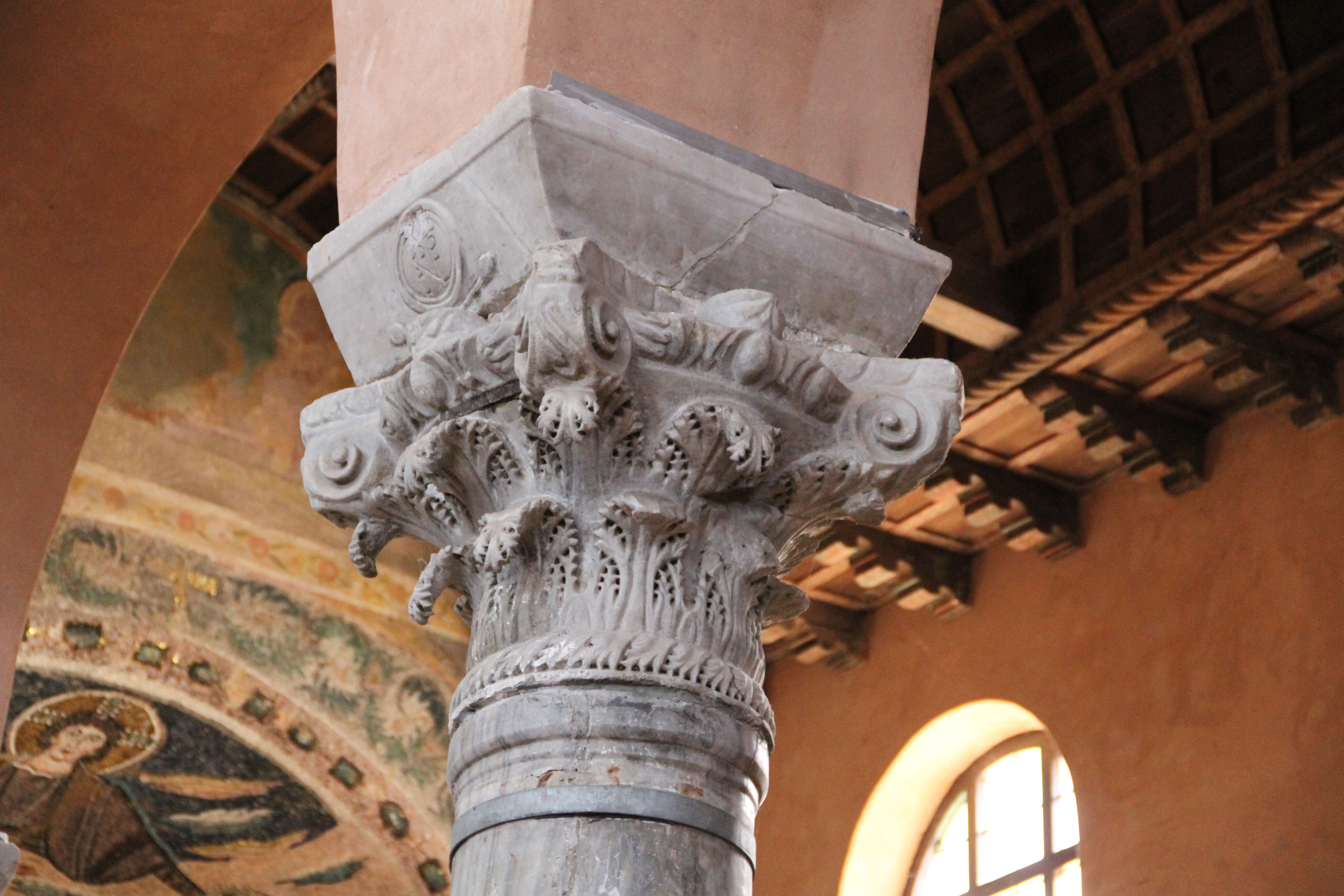
Capitel roman târziu/bizantin, în Bazilica Eufrasiană din Poreč (Croația)
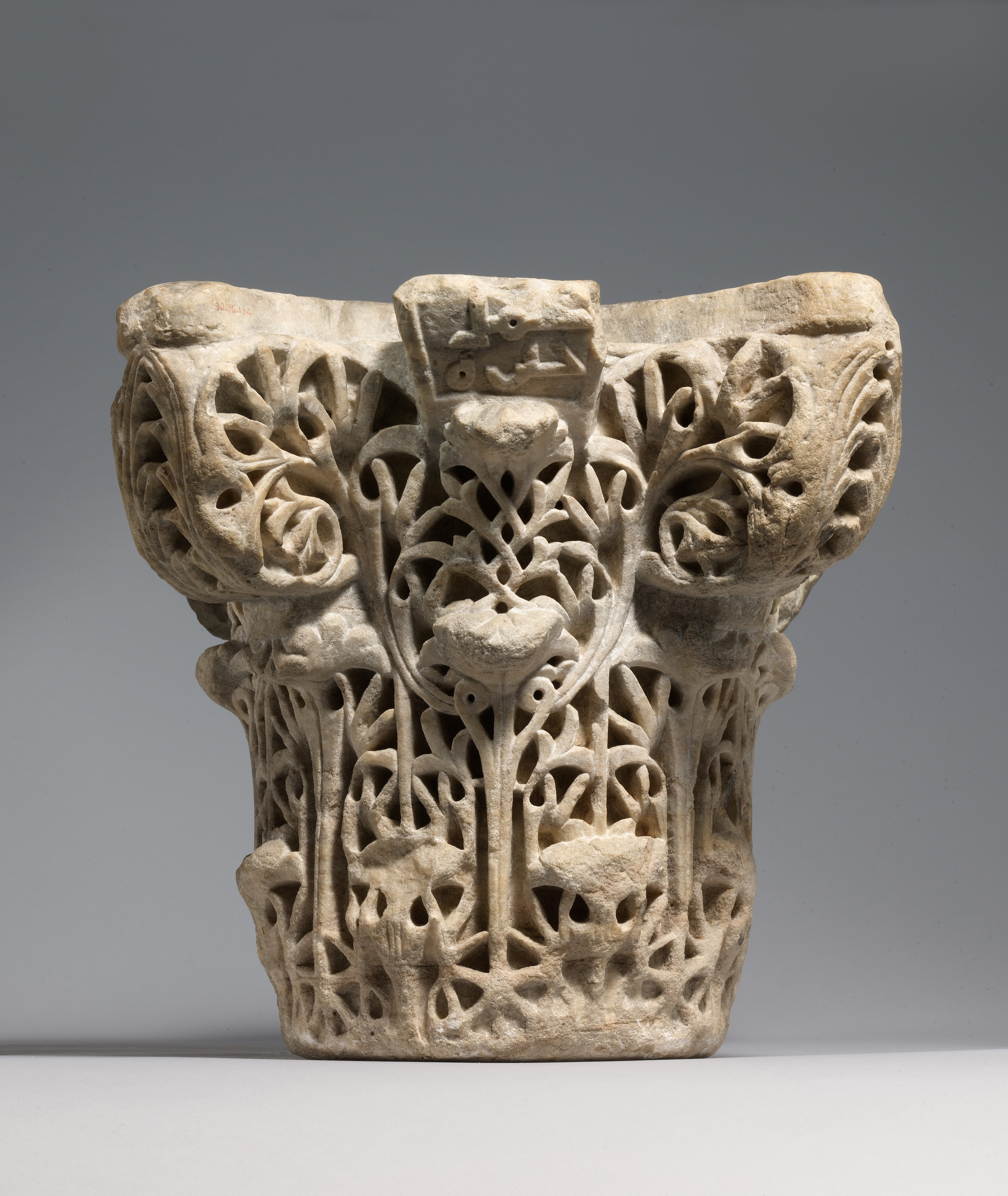
Capitel islamic din secolul al X-lea cu o mică inscipție în arabă pe abacă, probabil din Medina Azahara, în Califatul Córdoba (Muzeul Metropolitan de Artă)
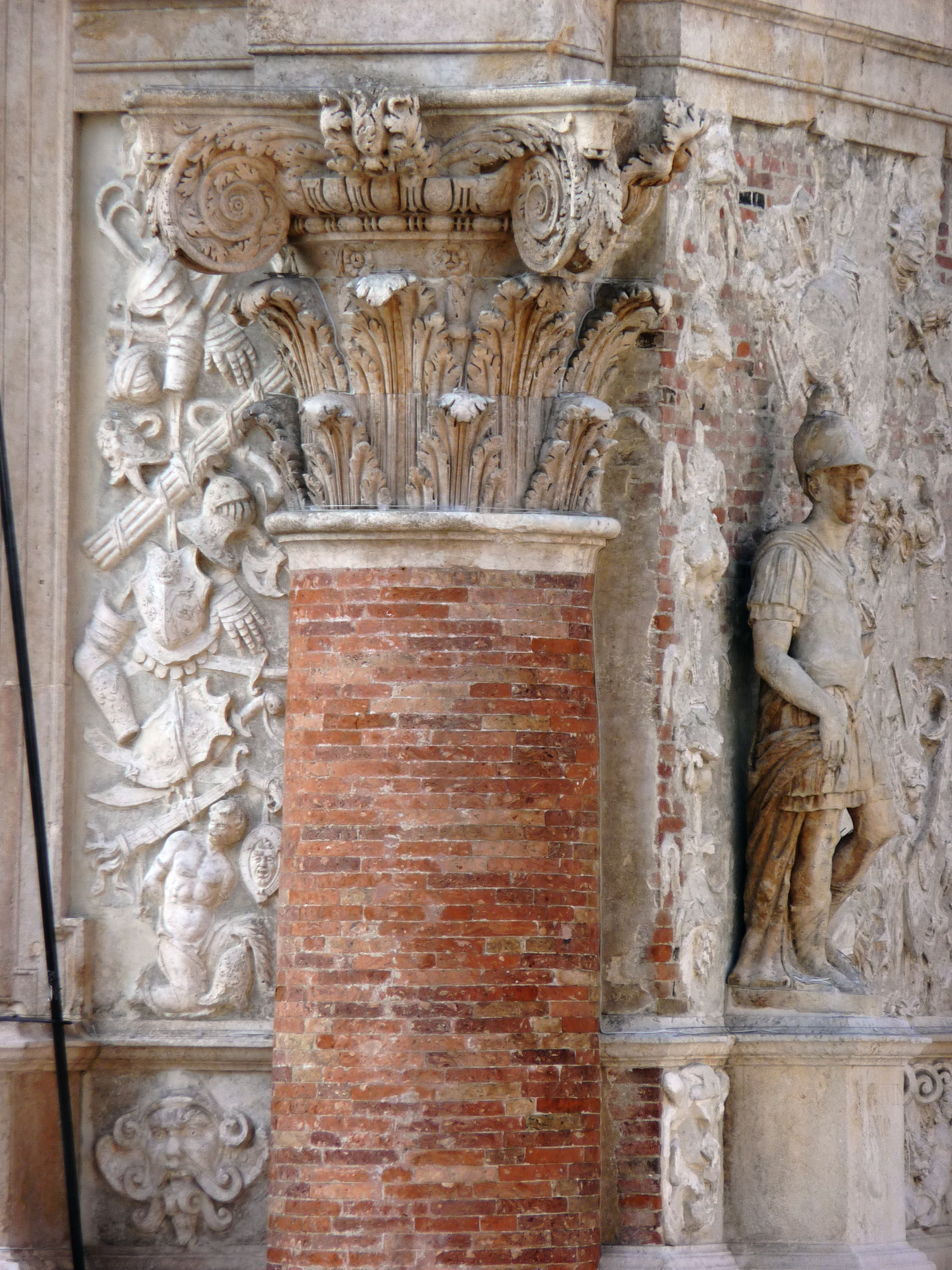
Palazzo Capitaniato din Vicenza (Italia), de Andrea Palladio
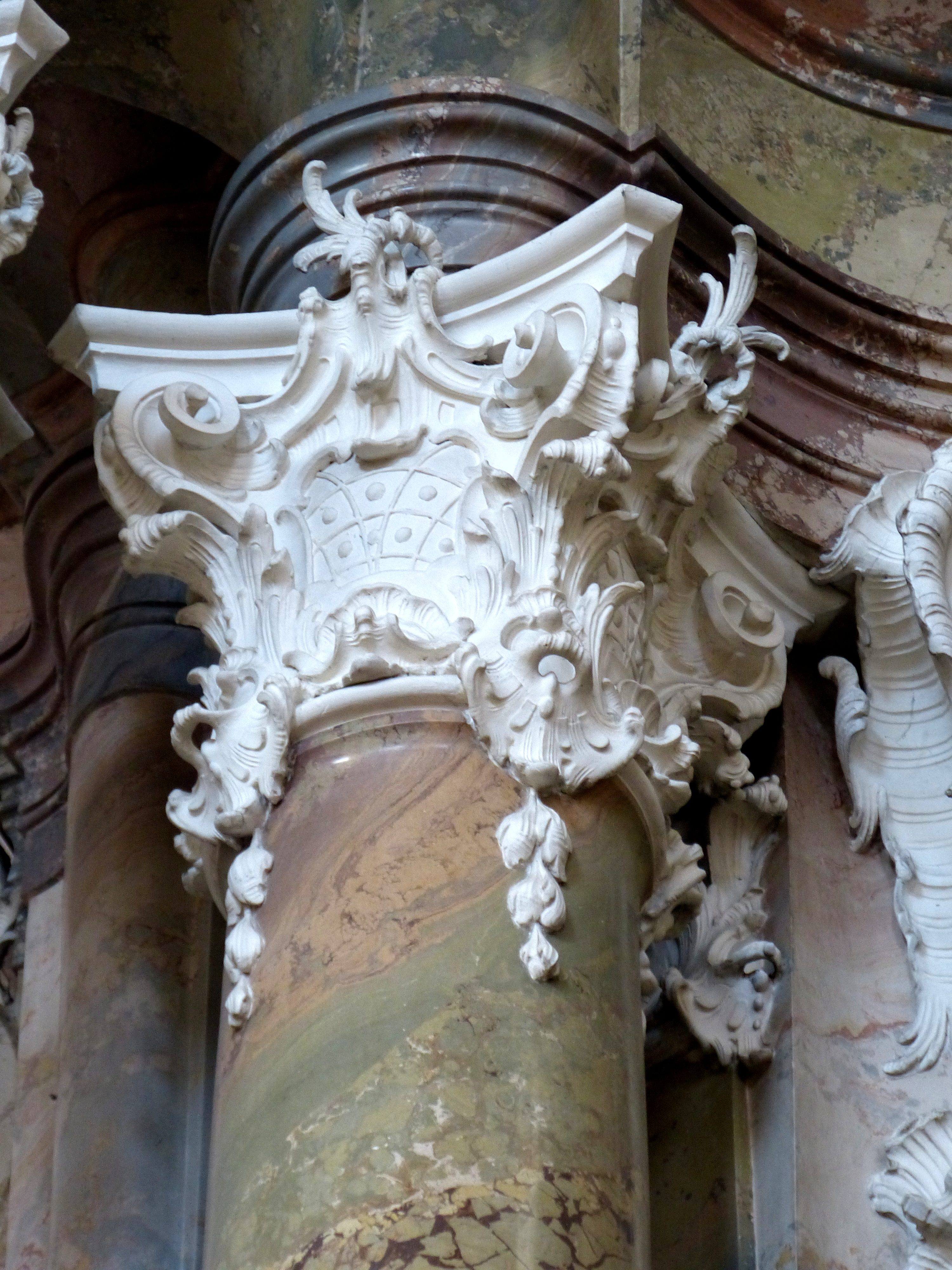
Capitel rococo în Abația Engelszell din Austria (1754-1764)
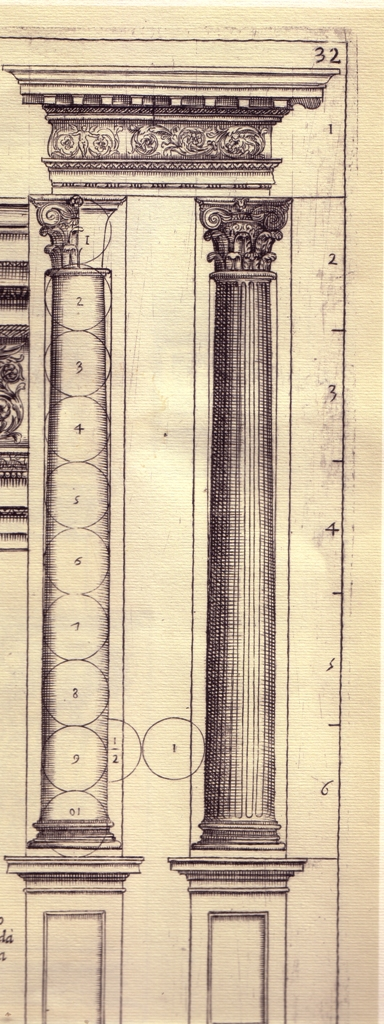
Ilustrație a ordinului compozit, care arată coloana și proporțiile ei în relație cu diametrul bazei fusului
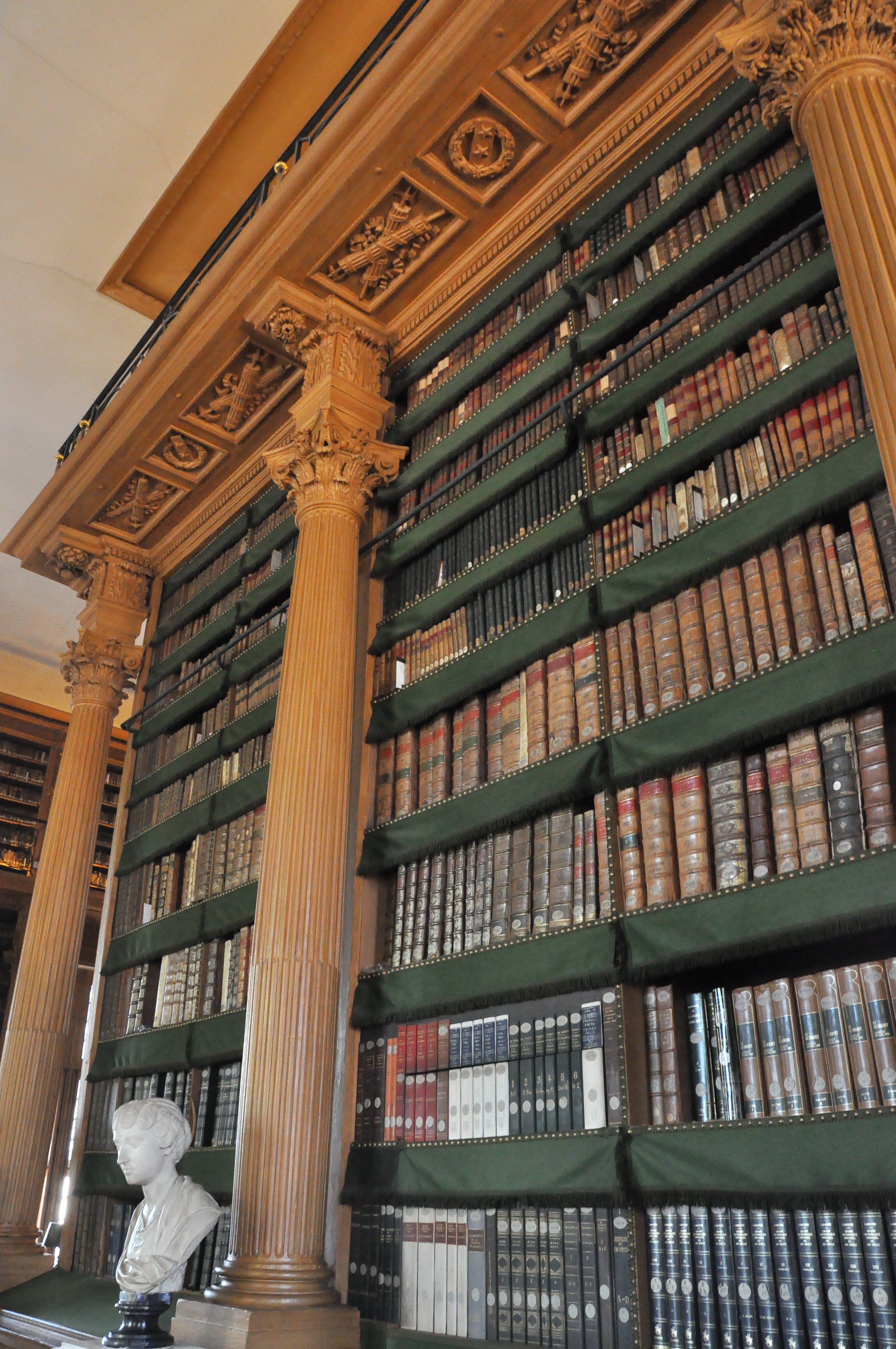
Coloane compozite ale unei biblioteci din Bibliothèque Mazarine (Paris)
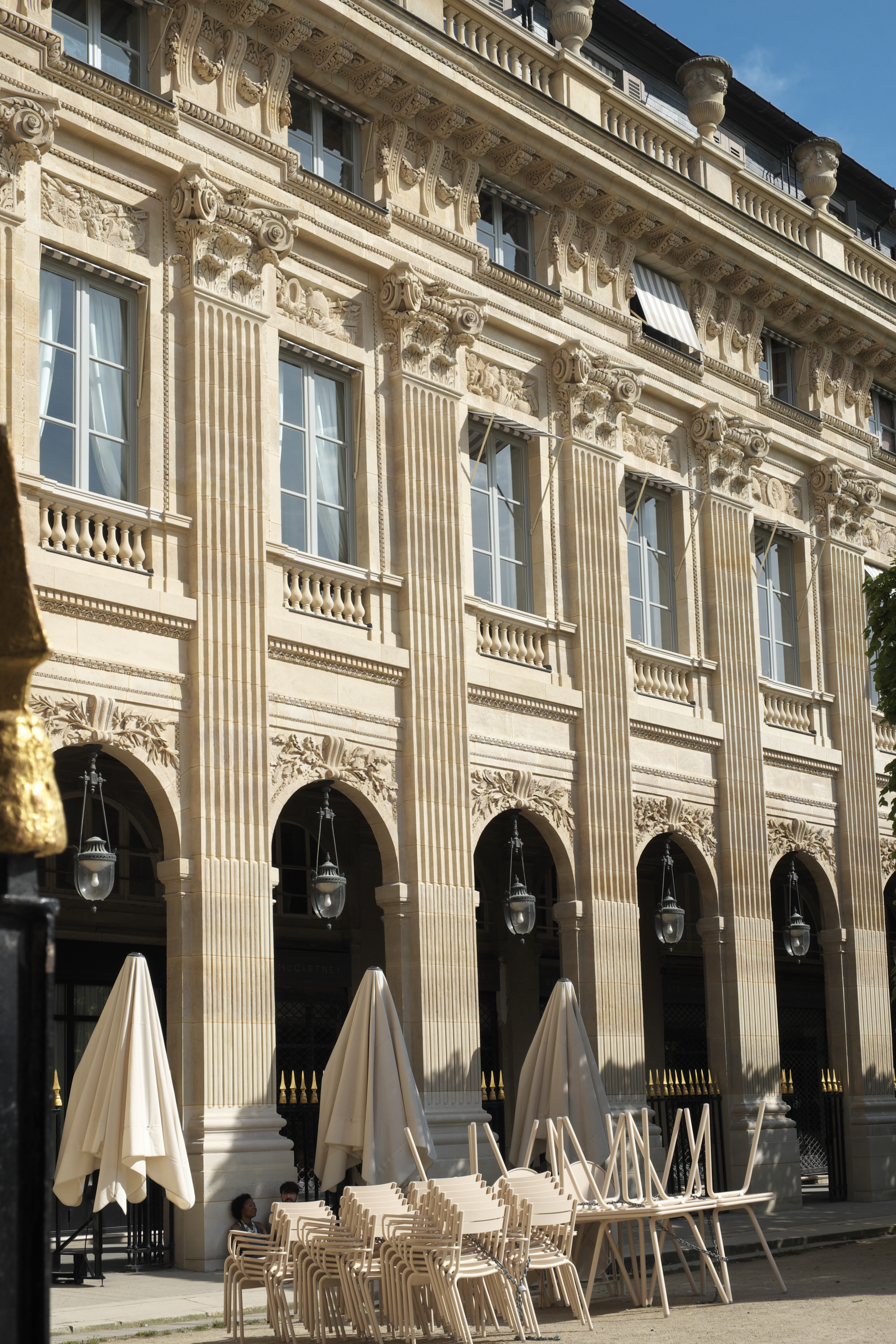
Pilaștri compoziți pe o fațadă a Galerie de Valois din Paris
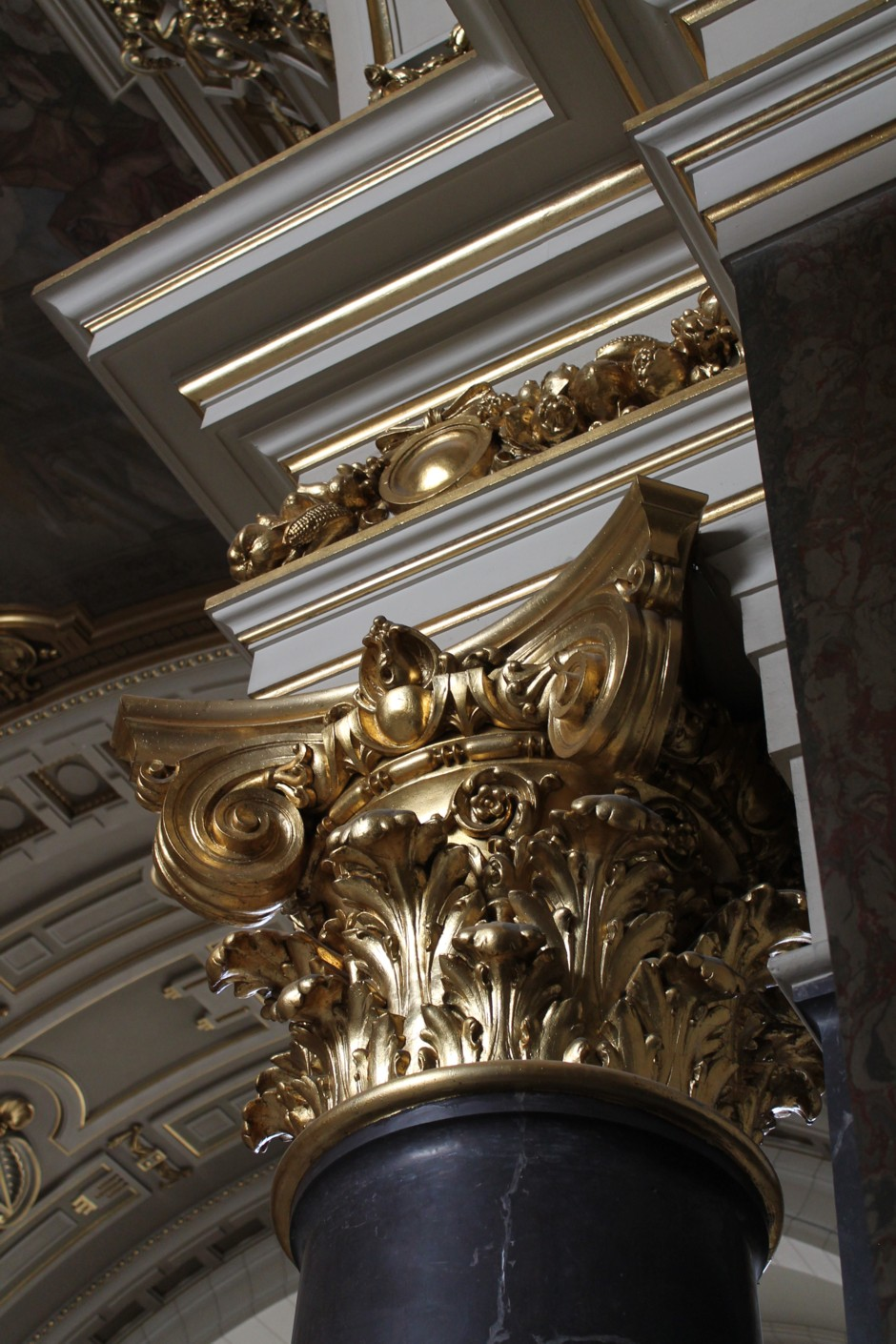
Capitel compozit în fostul Palat al Justiției din Budapesta (Ungaria)
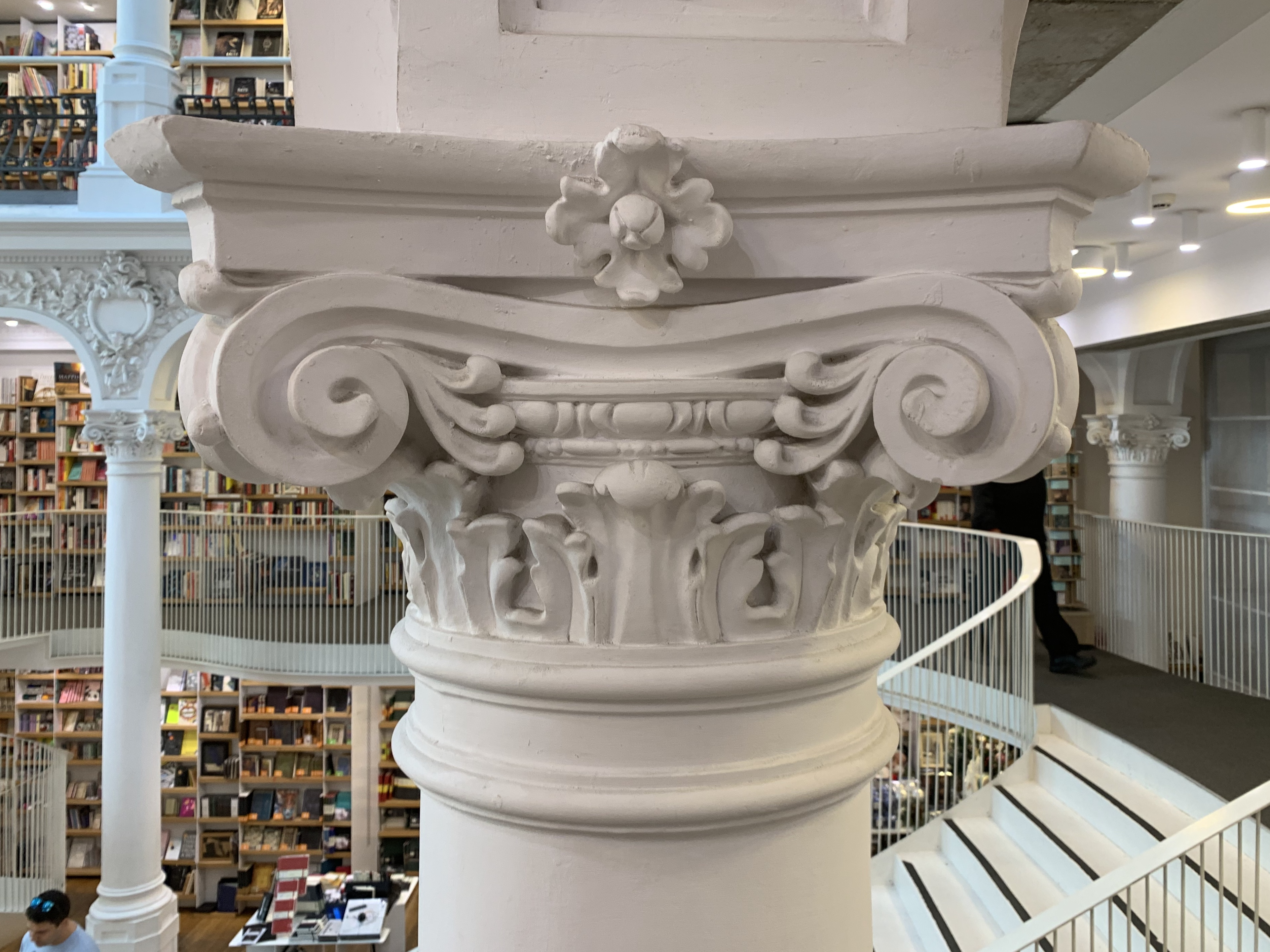
Capitel a unei coloane din Cărturești Carusel (București)

## Referonțe
- Buonincasa, Carmine (1978). Architettura come dis-identità. Bari: Dedalo librerie.
- Zampa, Paola (1993). L'ordine composito: alcune considerazioni. Reggio calabria: Dipartimento Patrimonio Architettonico e Urbanistico.